# Megastigmus pinsapinis
Megastigmus pinsapinis är en stekelart som beskrevs av Hoffmeyer 1931. Megastigmus pinsapinis ingår i släktet Megastigmus och familjen gallglanssteklar. Inga underarter finns listade i Catalogue of Life.